# Cophogryllus brunneri
Cophogryllus brunneri är en insektsart som beskrevs av Lucien Chopard 1966. Cophogryllus brunneri ingår i släktet Cophogryllus och familjen syrsor. Inga underarter finns listade i Catalogue of Life.